# تانی محله
تانی محله، روستایی از توابع بخش احمدسرگوراب شهرستان شفت در استان گیلان ایران است.

## جمعیت
این روستا در دهستان چوبر قرار دارد و براساس سرشماری مرکز آمار ایران در سال ۱۳۸۵، جمعیت آن ۲۹۵ نفر (۸۳خانوار) بوده‌است.